# Ancona (Schiff, 1966)
Die Ancona war ein Fährschiff der in Panama ansässigen Blue Line International, das 1966 als Svea in Dienst gestellt wurde. Das Schiff blieb bis Oktober 2010 in Fahrt und wurde 2011 in Indien abgewrackt.

## Geschichte
Die Svea entstand unter der Baunummer 1096 in der Lindholmens Varv in Göteborg und wurde am 3. März 1966 vom Stapel gelassen. Nach der Übernahme durch die Rederi Ab Svea am 27. Oktober 1966 nahm das Schiff am 10. November den Fährdienst auf der Strecke von Göteborg nach Kingston upon Hull auf. Schwesterschiffe waren die ebenfalls 1966 in Dienst gestellte Saga sowie die 1967 in Dienst gestellte Patricia.
Im Januar 1969 wurde die Svea bei Burmeister & Wain in Kopenhagen umgebaut, um ab April 1969 als Hispania für den Svenska Lloyd im Liniendienst zwischen Southampton und Bilbao eingesetzt zu werden. Im November 1970 wechselte das Schiff auf die kürzere Strecke von Göteborg nach Tilbury. 1972 wurde es in Saga umbenannt.
Im März 1978 ging die Svea gemeinsam mit ihrem Schwesterschiff Saga an die griechische Minoan Lines, die sie fortan als Knossos zwischen Piräus und Iraklio einsetzte. Das Schiff wechselte in den folgenden Jahren mehrfach seine Einsatzstrecke, ehe es 1998 als Captain Zaman II an die Ferro Ferryboat & RoRo Transport Company verkauft wurde, um von Istanbul nach Odessa eingesetzt zu werden.
Von Juni bis September 2001 sowie von Juni bis Oktober 2002 charterte die marokkanische Reederei Comanav das Schiff für den Dienst von Nador nach Sète. Im Januar 2003 ging die Captain Zaman II unter dem Namen Ancona an Blue Line International, um ab April 2003 zwischen Ancona und Split eingesetzt zu werden.
Am 30. September 2010 beendete das Schiff nach 44 Dienstjahren seine letzte Überfahrt von Ancona nach Split. Im Oktober wurde es an eine indische Abbruchwerft verkauft. Am 16. Dezember 2010 traf die Ancona in Alang ein, wo sie ab dem 12. Januar 2011 abgewrackt wurde.